# Belső-kastély
A belső kastély a híres Csekonics család birtoka volt a 18. és a 19. században. 
A Csekonics család a16. században költözött a család Horvátországból a mai Magyarország területére. Felemelkedésük a 18. század második felében kezdődik, amikor Csekonics Pál (1719–1759), Vas vármegyében dolgozó táblai ügyvéd 1753-ban nemesi levelet kapott a Habsburg Birodalom császárnőjétől, Mária Teréziától. Torontál vármegye területén laktak, mérhetetlenül gazdagok voltak és nagy lábon élő embereknek tekintették őket. A Csekonics család a kastélyok építésével egyszerűen csak a hatalmukat és a gazdagságukat akarták kifejezni.

## Története
A Csekonicsok uralkodása előtt kialakult Torontál vármegye területén egy társadalmi réteg, ezek voltak a nemesek. Rangjukat Mária Teréziától kapták. Torontál vármegyének a mocsaras földjét a XVIII. század elején ők termékenyítették a Habsburg Birodalom legtermékenyebb talajává. Utána a középületeket is ők építették, ezek voltak: egészségháza, iskola, városháza, jelentős épületek.
1753-ban Csekonics Pál nemesi levelet kapott Mária Teréziától, így kapták meg a Csekonicsok a nemesi rangot illetve a család címerét. 
A belső kastély a 18. században épülhetett, habár erre nem tudunk pontos adatot megadni. A Csekonicsok ezt a kastélyt emeltették fel legelőször. A kastély Zsombolya közepén helyezkedett el, a valaha díszes 6 hektáros területű angolpark területén. Vele szemben egy régebbi templom volt, a szomszédságában pedig jelentősebb középületek: iskola, egészségháza. A belső kastélyt manapság két néven illetjük: régi kastély vagy téli rezidencia. A kastély építésze nem ismert, valószínűleg egy nemesi rangú építhette, nekik volt a legnagyobb hozzáférésük egy kastélyhoz.
A kastélyt legelőször az 1802-ben készült kataszteri térképen tekinthetjük meg, akkor már megvolt. Ez Csekonics József, vagyis Csekonics Pál egyik fiának az idejében épülhetett. A kastélyt többféle módon már felújították az évek során. ipthay Leona kisfaludi bárónő 1878-ban kérésére itt akarta megélni az öregkort, élete végéig itt élte életét. 

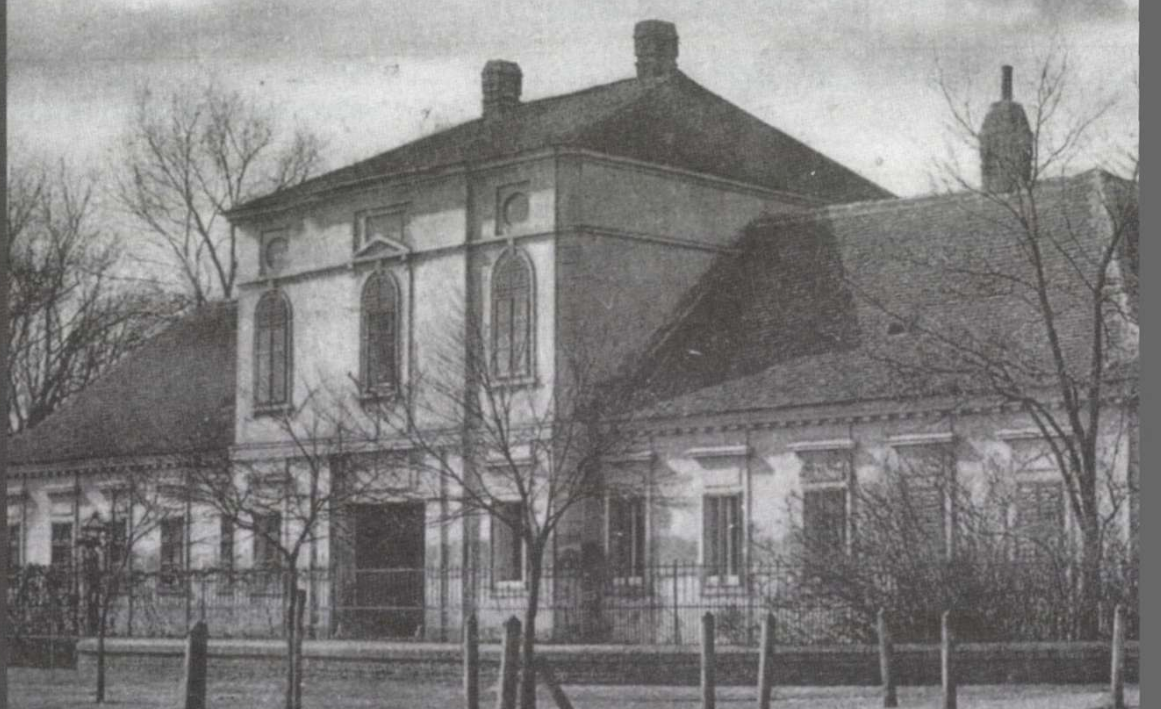
Belső-kastély

Csekonics János emlékirataiból derült ki, hogy a kastély  49 szobás épület volt, tehát hatalmasnak minősült. A kastélyt körülvették különféle kertészlakok, középületek, tisztilak, egy ménesmesteri lak és a számvevői lak. 
Torontál vármegye újságja, a Torontál hetilap 1889-ben, vagyis Csekonics Endre idejében egy tűzesetről számolt be. Sajnos mai napig nem tudtak közös nevezőre jutni, hogy a tűz melyik kastélyban tört ki, találgatások szerint vagy a Csitó kastélyban vagy a belső kastélyban. Január 11-én este a légfűtés miatt tört ki a tűzeset. A tüzet a lakosság nagyja részének sikerült eloltani, így segítettek a grófnak is, habár a rossz dolog az volt, hogy ekkor vízhiány volt Zsombolya területén, természetesen évtizedek múlva már megoldódott e probléma. A tűz hirtelen terjedt a kastélyban, a sajtó megemlítette, hogy a kár 35-40 ezer forintnyi összegű költségre jött ki. Az állam egy kicsit megsajnálta, mivel több emlék odaégett, amiktől drágább lett volna a költség, de megsajnálták, ezért Endre hálás is volt.
Az első világháború után, 1918-ban a Csitó nevezetű kastélyt lezárták egy kis időre, így a család és az uradalom igazgatósága ebben a kastélyban tartózkodhatott. 1925-ben viszont már próbálták eladni a belső kastély berendezéseit, a lakosság nem nagy érdeklődést nyújtott ez iránt. Így tehát 2 év múlva vagyis 1927-ben a Csekonics család elszállíttatta a Csitó- és a belső kastély berendezéseit Budapestre, mivel a családnak ott is voltak kastélyaik, és egy időben ott is éltek.
Csekonics Endre 2 fiai az öt gyerekből, Sándor és Iván levelezéseiből tudjuk meg, hogy a kastély helyén városháza működött. 1925-ben ilyen levelet írt Sándor testvérének, Ivánnak: Hétfőn sikerült végre eladni a belső kastélyt, mosóházzal és kerttel a községnek, más úgysem vette volna meg, 6,25 millió forintért, ami ugyan nem sok, de 4-et ígértek három hónap előtt. Innét tudjuk meg, hogy a kastélyt sikeresen eladták a város népének 6,25 millió forintért, ezért áll a mai helyén a városháza. 
Későbbi levelekből az is kiderül, hogy már 1928-ban vissza akarták szerezni a belső kastélyt, próbálkoztak átverésekkel is.
Nem hagyva más opciót a Csekonics családnak, így kénytelenek voltak 1935-ben átalakítani más épületé, ez lett a városháza. Később viszont a gimnázium működik itt mai napokig.  Az egyik épületrészt, a kastély keleti szárnyát, amely a Köztársaság utcára nézett, 1907–1908-ban lebontották. A kastélykertben állt a 20. század elején Csekonics József, az uradalom alapítójának mellszobra, akit Zsombolyán, a Kálvária-dombon lévő családi sírboltba temettek.